# Internazionali di Tennis di Baviera 2011
Gli Internazionali di Tennis di Baviera 2011 sono stati un torneo di tennis giocato sulla terra rossa. È stata la 96ª edizione del torneo, facente parte dell'ATP World Tour 250 series nell'ambito dell'ATP World Tour 2011. Il torneo maschile si è giocato al MTTC Iphitos di Monaco di Baviera, in Germania, dal 23 aprile al 1º maggio.

## Partecipanti

### Teste di serie
| Nazione  | Giocatore             | Ranking | Testa di serie* |
| -------- | --------------------- | ------- | --------------- |
| Russia   | Michail Južnyj        | 14      | 1               |
| Svizzera | Stan Wawrinka         | 15      | 2               |
| Croazia  | Marin Čilić           | 21      | 3               |
| Cipro    | Marcos Baghdatis      | 25      | 4               |
| Germania | Florian Mayer         | 34      | 5               |
| Ucraina  | Serhij Stachovs'kyj   | 36      | 6               |
| Russia   | Nikolaj Davydenko     | 39      | 7               |
| Germania | Philipp Kohlschreiber | 41      | 8               |

* Le teste di serie sono basate sul ranking del 18 aprile 2011.

### Altri partecipanti
I seguenti giocatori hanno ricevuto una wild card per il tabellone principale: 
- Matthias Bachinger
- Andreas Beck
- Dustin Brown

I seguenti giocatori sono passati dalle qualificazioni: 

- Steve Darcis
- Robert Farah
- Andrej Kuznecov
- Julian Reister
- Denis Gremelmayr (Lucky loser)

## Campioni

### Singolare
Nikolaj Davydenko ha battuto in finale  Florian Mayer per 6-3, 3-6, 6-1. 
- È il primo titolo dell'anno per Davydenko, il ventunesimo in carriera.

### Doppio
Simone Bolelli /  Horacio Zeballos hanno sconfitto in finale  Andreas Beck /  Christopher Kas per 7–6(3), 6-4.